# Piknik pokraj puta
Piknik pokraj puta (rus. Пикник на обочине) kratki je naučnofantastični roman koji su napisali Arkadij i Boris Strugacki 1971. godine.

## Pozadina
Ovaj kratki roman počinje oko deset godina nakon nakon posete vanzemaljaca (koje su zemaljski naučnici nazvali Posetiocima), koji su se na veoma kratko vreme pojavili na šest različitih mesta na Zemlji (zemaljski naučnici su te zone nazvali Zonama posete). Tokom Posete, ljudi su prijavljivali zaslepljujuće svetlo i zaglušujuće zvuke, a neki su umrli od nepoznate bolesti. Svaka zona predstavlja područje gde ne vladaju zakoni zemaljske fizike i koje je opasno za zemaljski život. Uskoro su vlasti zabranile ulazak u te zone, uz naređenje da pucaju na svakog ko pokuša bilo da uđe, bilo da izađe, jer postoji bojazan da neki artefakti unutar zona poseduju potencijal da unište život na Zemlji, ako ne i da unište samu planetu. Ipak, ljudi, u knjizi poznati kao stalkeri, ulaze u zonu da bi nalazili i zarađivali na vanzemaljskim artefaktima; stalkeri dejstvuju noću, jer je danju zona pod jakim vojnim nadzorom. Zanimljivo je da se deca stalkera neretko rađaju deformisana, a nauka nema objašnjenje za neke od tih defekata.
Prava svrha vanzemaljskih artefakata nije utvrđena, ali su razna svojstva istih otkrivena slučajno: neki se pokazuju korisnim za onog ko ih ima, dok drugi predstavljaju opasnost za istog. Najtraženiji od svih je tzv. Zlatna sfera, za koju kruže glasine da može ispuniti bilo koju želju. Sama sfera se nalazi duboko u zoni u blizini fiktivnog mesta Harmont (nije precizirana tačna lokacija, ali nagovešteno je da je smešteno u Kanadu), a samo jedan stalker zna bezbedan put do nje.

## Značenje imena knjige
Ime knjige predstavlja metaforu koju nudi dr Valentin Pilman (jedan od likova u knjizi), koji ne veruje da postoji razumno objašnjenje ni za posetu vanzemaljaca ni za misteriozne osobine Zone i artefakata u njoj.
U samoj knjizi, on poredi Posetu sa izletom. Kao što ljudi ostavljaju svoje smeće za sobom nakon izleta, tako su i vanzemaljci ostavili svoje. To što zaostane iza ima značenje onome ko je to ostavio, ali ne i onom koji je na to naleteo. Kao što je životinjama koje nalete na ono što su ljudi ostavili nedokučivo čemu sve to služi, tako je i ljudima koji su naleteli na artefakte nedokučiva prava funkcija.

## Nagrade
- Knjiga je 1978. nominovana za nagradu Džon Kempbel; osvojila je drugo mesto;
- 1978. braća Strugacki postali su počasni članovi Društva Marka Tvena, zbog doprinosa naučnoj fantastici;
- 1981. na književnom festival u Mecu knjiga je dobila nagradu za najbolju stranu knjigu.

## Uticaj
- Andrej Tarkovski je 1979. snimio film Stalker, koji je u velikoj meri zasnovan na knjizi. Braća Strugacki su učestvovala u pisanju scenarija.
- Video-igra S.T.A.L.K.E.R.: Shadow of Chernobyl (kao i njeni nastavci) delimično je inspirisana knjigom (deo terminologije je isti kao u knjizi; osim toga, i u igri i u knjizi prisutni su artefakti i anomalije). Međutim, u igri Zona je nastala nakon nuklearne katastrofe.